# فواره قطبی
فواره قطبی (به انگلیسی: Polar jet) پدیده‌ای است که اغلب در اخترشناسی مشاهده می‌شود و طی آن جریان‌هایی از ماده در راستای محور چرخش یک جسم فشرده به فضا پاشیده می‌شوند. این پدیده اغلب بر اثر برهمکنش‌های دینامیک در درون یک قرص برافزایشی به وجود می‌آید. وقتی که ماده در این فواره‌ها با سرعتی نزدیک به سرعت نور در فضا پخش می‌شود، به آن فواره نسبیتی می‌گویند. بزرگ‌ترین فواره‌های قطبی در کهکشانهای فعال مانند اختروش‌ها دیده می‌شوند. دیگر سامانه‌هایی که اغلب دارای فواره‌های قطبی هستند عبارتند از: ستارگان متغیر فورانی، دوتایی‌های پرتو ایکس و ستارگان تی ثوری. از برهمکنش فواره‌های قطبی با ماده میان ستاره ای منجر به پیدایش اشیای هربیگ-هارو می‌شود.
گرچه هنوز چگونگی شکل‌گیری و انرژی فواره‌های قطبی تا حدود زیادی ناشناخته مانده است، اما دو پندار غالب در مورد منشأ این فواره‌ها جسم مرکزی (مانند سیاهچاله) و قرص برافزایشی هستند. فواره‌های قطبی نزدیکترین سازه به کرمچاله‌ها هستند که توسط انیشتین پیش‌بینی شده بود، به نظر می‌رسد در فواره‌های قطبی به جای جذب به سمت سیاهچاله، عمل دفع با سرعت زیاد در حال وقوع است و اگر شما به‌طور اتفاقی با یک فضاپیمای محکم در آنجا قرار بگیرید می‌توانید در زمانی بسیار کم به نقاط دور دست سفر کنید، این شبیه موج سواری خواهد بود.

## فواره‌های نسبیتی
فواره‌های نسبیتی (به انگلیسی: Relativistic jet) فواره‌های بسیار قدرتمندی از پلاسما هستند که از جرم‌های سنگینی که گمان می‌رود در مراکز کهکشانهای فعال همچون کهکشانهای رادیویی و اختروش‌ها وجود داشته باشند، فوران می‌کنند. طول آن‌ها ممکن است به چندین هزار یا حتی چند صد هزار سال نوری برسد.
فرضیه موجود این است که پیچش میدان‌های مغناطیسی در قرص برافزایشی سرریز مواد را به موازات محور چرخش مرکزی جسم درمی‌آورد. هنگامی که شرایط مناسب باشد، از هر طرف قرص برافزایشی فواره‌ای سر می‌زند. مکانیک ایجاد فواره‌ها و ترکیبات آن‌ها هنوز در جوامع علمی محل بحث و تردید است.

## سایر نگاره‌ها

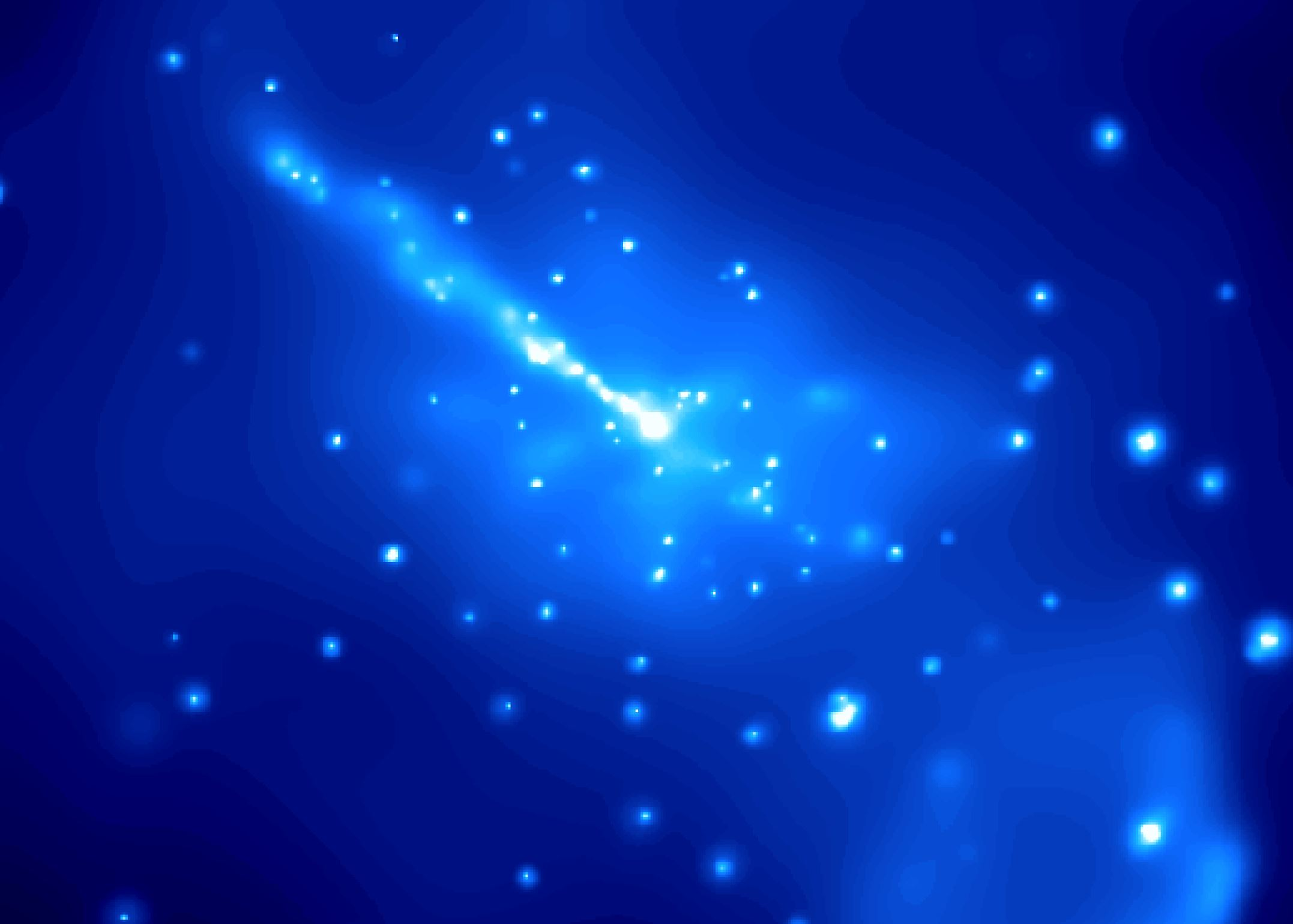
قنطورس ای در پرتو ایکس فواره نسبیتی را نمایش می‌دهد
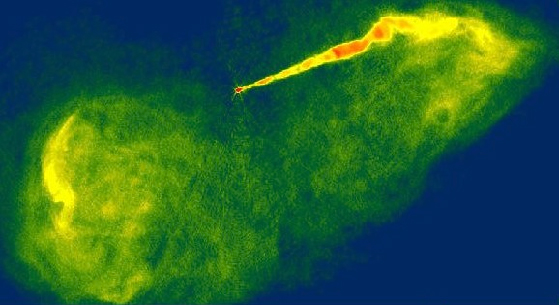
فواره‌های نسبیتی مسیه ۸۷.
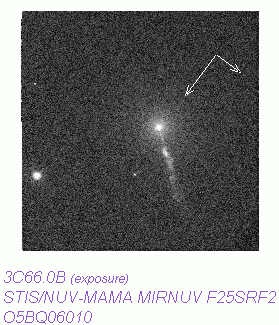
فواره‌های نسبیتی خارج شده از 3C 66B.